# ScanDisk
Microsoft ScanDisk (также называемый ScanDisk ) — это диагностическая служебная программа, входящая в пакет MS-DOS и Windows 9x. Программа проверяет и исправляет ошибки файловой системы на жёстком диске во время работы системы.   

## Обзор
Программа была впервые представлена в MS-DOS 6.2 и пришла на смену своему более простому предшественнику, CHKDSK. ScanDisk включал в себя более удобный интерфейс, чем CHKDSK, имел больше параметров конфигурации, и возможность обнаруживать и (если возможно) восстанавливать физические ошибки на диске. В отличие от CHKDSK, ScanDisk также может восстанавливать файлы с перекрестными ссылками.
В Windows 95 и более поздних версиях у ScanDisk также был графический пользовательский интерфейс, хотя текстовый пользовательский интерфейс по-прежнему был доступен для использования в однозадачном режиме DOS.
ScanDisk не может проверять диски NTFS, и поэтому он недоступен для компьютеров, на которых могут быть установлены версии Windows на основе NT (включая Windows 2000 , Windows XP и т. д.); в этом случае предоставлялась более новая версия CHKDSK.